# Осот шероховатый
Осо́т шерохова́тый, или шерша́вый (лат. Sónchus ásper) — обычно однолетнее травянистое растение, вид рода Осот семейства Сложноцветные (Compositae).
Растение, происходящее из Евразии и Африки, где встречается по обочинам дорог, в садах и на полях, в качестве сорного; в России в большинстве регионов обычно.

## Ботаническое описание

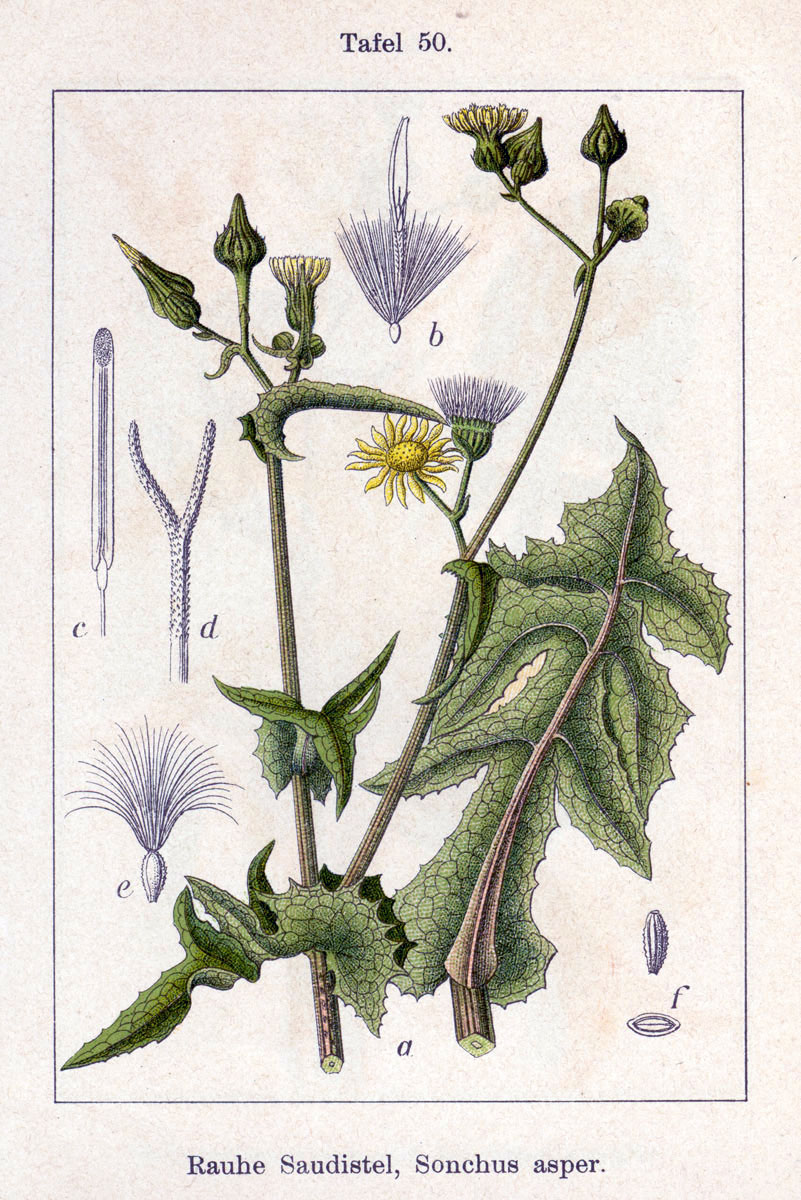

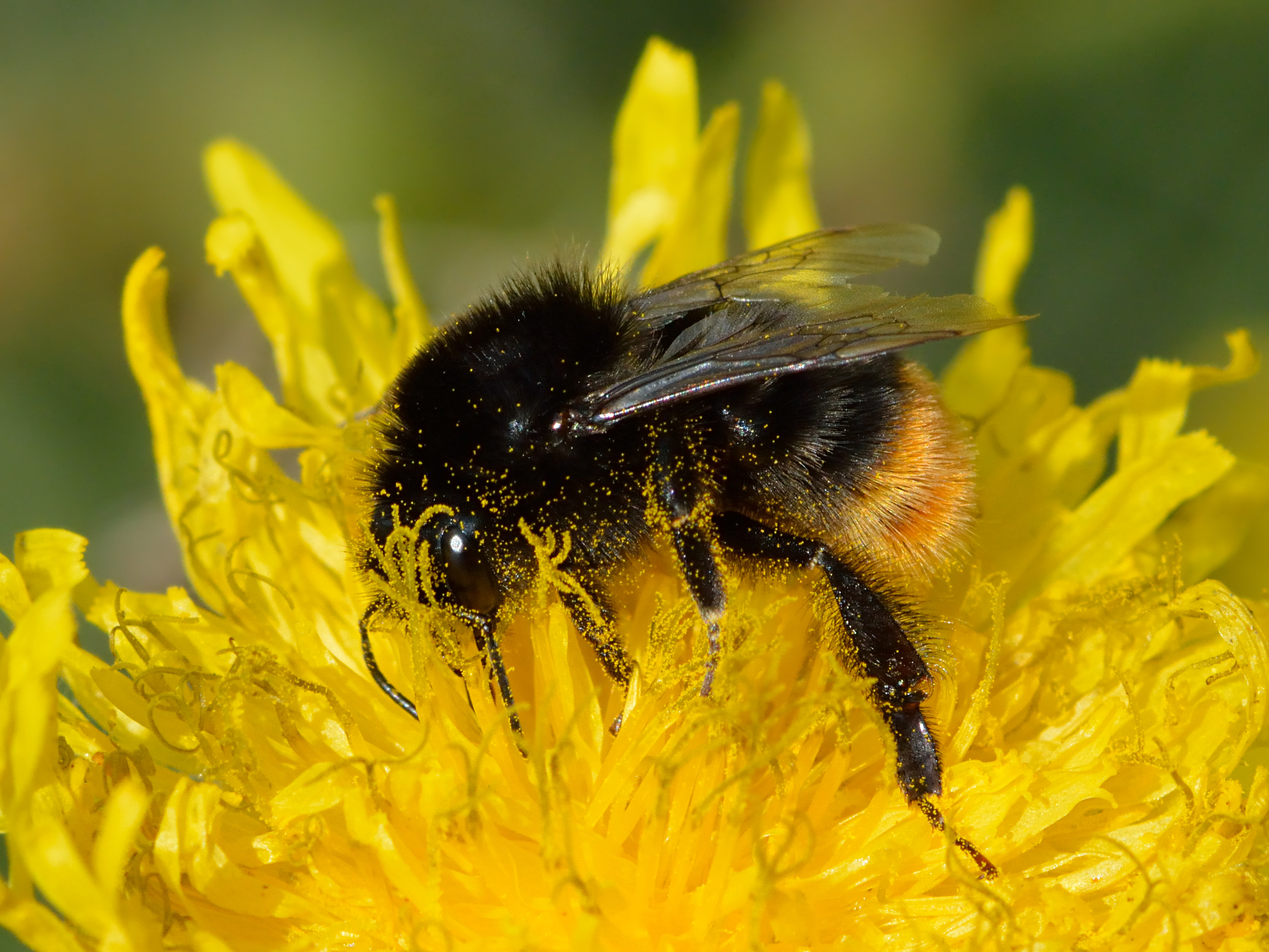
Oпыление

Однолетнее, редко двулетнее растение с тонким узкоконическим или веретеновидным корнем, с белым млечным соком. Стебель (10)30—75(100) см высотой, полый, ветвистый или неразветвлённый, ближе к соцветиям иногда с тёмным железистым опушением.
Семядоли и первые листья с беловатым опушением. Листья очерёдно расположенные вдоль стебля, обычно жестковатые, тёмно-зелёные, иногда с сизовато-голубоватым оттенком, продолговатые до обратнояйцевидных, 6—15×1,5—8 см, от цельных до выемчатых и, иногда, перисто-рассечённых, с колючим краем, в основании с ушками. Нижние листья с клиновидным основанием, переходящие в крылатый черешок, средние и верхние — сидячие.
Корзинки в числе 5—10 в зонтике или зонтиковидном щитке на верхушке стебля, с (25)100—150 жёлтыми язычковыми цветками, нередко недоразвитые и с меньшим числом цветков. Обёртка колокольчатой или чашевидной формы, трёхрядная, из тёмно-зелёных узкояйцевидных или продолговатых листочков.
Семянки 2,5—3,5 мм длиной, (бледно-)коричневые, с белым хохолком около 8 мм длиной из легко опадающих тонких волосков.

## Распространение
Происходит из Евразии и Африки. Завезён во многие регионы мира, где легко распространяется благодаря многочисленным распространяемым ветром семенам. Встречается в самых разных природных зонах на разнообразных почвах.

## Хозяйственное значение и применение
Считается опасным сорняком в Австралии, где засоряет озимые посадки. В Канаде является хозяином опасных видов тли, нередко — фитопатогенных нематод.
Употребляется в пищу в салатах в Африке и в Средиземноморье, народа маори в Новой Зеландии. В народной медицине используется для лечения ран, ожогов, астмы, бронхита, малярии, венерических болезней, болезней желудочно-кишечного тракта. Содержит большое количество фенольных соединений, каротиноидов, флавоноидов, аскорбиновой кислоты и других антиоксидантов.

## Классификация

### Таксономия[3]
Sonchus asper (L.) Hill, 1769, Herb. Brit. 1: 47
Вид Осот шероховатый относится к роду Осот семейства Астровые (Asteraceae) порядка Астроцветные (Asterales). Кладограмма в соответствии с Системой APG IV по состоянию на июнь 2023 года:
|  |                                      |  |                                   |                                   |                    |  | ещё 10 семейств | ещё 10 семейств |                  |  |                      |  | еще 111 подтвержденных видов и 110 таксонов, ожидающих подтверждения | еще 111 подтвержденных видов и 110 таксонов, ожидающих подтверждения |  |
|  |                                      |  |                                   |                                   |                    |  | ещё 10 семейств | ещё 10 семейств |                  |  |                      |  | еще 111 подтвержденных видов и 110 таксонов, ожидающих подтверждения | еще 111 подтвержденных видов и 110 таксонов, ожидающих подтверждения |  |
|  |                                      |  |                                   | порядок Астроцветные              |                    |  |                 |                 | род Осот         |  |                      |  |                                                                      |                                                                      |  |
|  |                                      |  |                                   | порядок Астроцветные              |                    |  |                 |                 | род Осот         |  | 1 внутривидой таксон |  |                                                                      |                                                                      |  |
|  | отдел Цветковые, или Покрытосеменные |  |                                   |                                   | семейство Астровые |  |                 |                 | Осот шероховатый |  |                      |  |                                                                      |                                                                      |  |
|  | отдел Цветковые, или Покрытосеменные |  |                                   |                                   |                    |  |                 |                 |                  |  |                      |  |                                                                      |                                                                      |  |
|  |                                      |  | ещё 63 порядка цветковых растений | ещё 63 порядка цветковых растений |                    |  |                 | ещё 1787 родов  | ещё 1787 родов   |  |                      |  |                                                                      |                                                                      |  |
|  |                                      |  |                                   | ещё 63 порядка цветковых растений |                    |  |                 |                 | ещё 1787 родов   |  |                      |  |                                                                      |                                                                      |  |

### Внутривидовые таксоны
- Sonchus tenerrimus subsp. tenerrimus

### Синонимы
- Carduus amplexicaulis  Noronha
- Hieracium asperum  Bernh.
- Hieracium sonchus  E.H.L.Krause
- Sonchus asper  All.
- Sonchus asper  Garsault
- Sonchus asper f. adenotrichus  Soó
- Sonchus asper f. asper
- Sonchus asper f. laevis  (Wallr.)  V.Kuusk
- Sonchus asper f. lignosus  A.T.Szabó
- Sonchus asper var. asper
- Sonchus asper var. inermis  Bisch.
- Sonchus asper var. pungens  Bisch.
- Sonchus asper var. sabulosus  P.D.Sell
- Sonchus carolinianus  Walter
- Sonchus crocifolius  hort. ex Sch.Bip.
- Sonchus decipiens  Zenari
- Sonchus eryngioides  DC.
- Sonchus fallax  Wallr.
- Sonchus fallax var. asper  Wallr.
- Sonchus fallax var. decipiens  De Not.
- Sonchus fallax var. fallax
- Sonchus fallax var. laevis  Wallr.
- Sonchus ferox  Wall.
- Sonchus glaber  Thunb.
- Sonchus glaber  Gilib.
- Sonchus gracilis  Sennen
- Sonchus infestus  Poepp. ex DC.
- Sonchus laevis  Sloane
- Sonchus macrotus  Fenzl
- Sonchus oleraceus  Wall.
- Sonchus oleraceus subsp. asper  (L.)  Ehrh.
- Sonchus oleraceus var. laevis  L.
- Sonchus runcinatus  Zenari
- Sonchus schmidianus  K.Koch
- Sonchus spinosus  Lam.
- Sonchus spinulifolius  Sennen
- Sonchus spinulosus  Bigel.
- Sonchus spinulosus  Bigelow
- Sonchus sulphureus  Boiss.
- Sonchus tenerrimus  Schur
- Sonchus tibesticus  Quézel
- Sonchus umbellatus  E.Mey. ex DC.
- Sonchus viridis  Zenari